# ロードリヨン
ロードリヨン（Lord Lyon、1863年 - 1887年）は、イギリスのサラブレッドの競走馬である。1866年に3頭目のイギリスクラシック三冠馬となった。

## 出自
ロードリヨンは1863年にノーサンプトンシャー州のオークハムから20マイルの場所にマーク・ピアソン大佐が開いていたオークリーホールで生産された。父ストックウェルは、1852年の2000ギニーステークスとセントレジャーステークスの勝ち馬で、リーディングサイアーを7回獲得した。母のパラダイムは、競走馬よりも狩猟用の乗馬の生産実績が目立つ3ギニーの安価な種牡馬であるパラゴーンを父に持っていた。パラダイムの母エレンホーンはピアソンが妻の乗用馬として約18ギニーで購買してきた馬であった。パラダイムは競走馬としては成功せず、2歳時にラベンダーステークスで入着した後、故障のため引退を余儀なくされた。パラダイムはその母エレンホーン同様、繁殖入り以前には乗用馬として使役された。
パラダイムは本馬の後、1864年に全妹のアチーブメントを産んだ。アチーブメントは1867年のセントレジャーステークス、ドンカスターステークス、コロネーションカップなど多くのレースで優勝した。また同じく全妹のシェヴィソーンスはオークスステークスとセントレジャーステークスを勝利したジャネットの母となった。これらを含め、パラダイムは合計13頭の仔を産んだ。 
ロードリヨンは体高15.3ハンドの鹿毛馬で、「良い骨格、平らな足、非常に短い繋」を持っており、また4本の脚に長白があった。また、「各部にかかるバランスが完全に正しいわけではなかった」。 主戦騎手のヘンリー・カスタンスによれば、手術を行うまでは喉の機能も制限されていた。他方、気性は従順かつ穏やかであり、調教師のジェームズ・ドーヴァーには「管理した中で最も静かな馬」と評された。

## 競走成績
ロードリヨンは、競走馬としてはリチャード・サットンに権利の一部がリースされていた。1歳だった1864年9月に最初の試走を行った。厩務員であるチャールズ・グレゴリーによれば、ピアソンは「1歳馬に対して厳しく」、調教を始めるとすぐにその中での最良の馬と最低の馬を決めたがる人物であった。その結果、ロードリヨンは1864年の初秋に、調教のためにオックスフォードからイルズリーまで雨の中で17マイル歩くことになった。

### デビュー前（1864 - 65年）
最初の試走は1864年9月10日に行われ、2歳牝馬のイゼベルとイルズリーで0.5マイルの競走を行った。ロードリヨンが115ポンド、イゼベルが122ポンドを背負い、イゼベルがクビ差で先着した。イゼベルがバスバイエニアルステークスを勝った1歳上の競走馬で、ロードリヨンより7ポンド重いだけだったことを考えると立派な内容であった。
1865年4月29日に再び試走を行い、112ポンドの斤量を背負ってラスティックとグリゼットから1馬身半差の3番手でゴールした。殆どをギャロップで走っていたこの試走では、ロードリヨンは動揺した様子であったと伝えられている。
1865年の夏に順調に調教が積まれ、8月3日にイルズリーダウンズで6ハロンの試走を行い、1歳上の半姉であるガルデヴィシュアにキャンターで7馬身差をつけた。ピアソンはロードリヨンをギャロップで走らせるように主張したが、2週間後に行われた4回目の試走でも、ロードリヨンは再びキャンターでガルデヴィシュアに3馬身差をつけた。

### 2歳時（1865年）
最初の公式戦出走は、ドンカスター競馬場でのシャンペンステークスとなった。全ての出走馬が122ポンドを背負い、ロードリヨンとリダンが1着同着となった。ロードリヨン陣営は決勝戦への出走を拒否し、リダンが単走して勝者となった。 ロードリヨンのパフォーマンスは有望なもので、『Baily's Magazine of Sports & Pastimes』には「ロードリヨンが前日にひどい咳をしていなかったら、同着にはなっていなかったであろう」と主張した。  9月のニューマーケット競馬場の開催では、牝馬のミネラルとのマッチレースが行われる予定だったが、ミネラルは出走を取り消し、200ソブリンがロードリヨン側に支払われた。 10月11日、ニューマーケット競馬場のトロイステークス（7ハロン）でミスターピットに3/4馬身差をつけて勝利した。 年内最後の出走となったクライテリオンステークスでは、127ポンドの斤量でヤングモナルクに2馬身差をつけて勝利した。

### 3歳時（1866年）

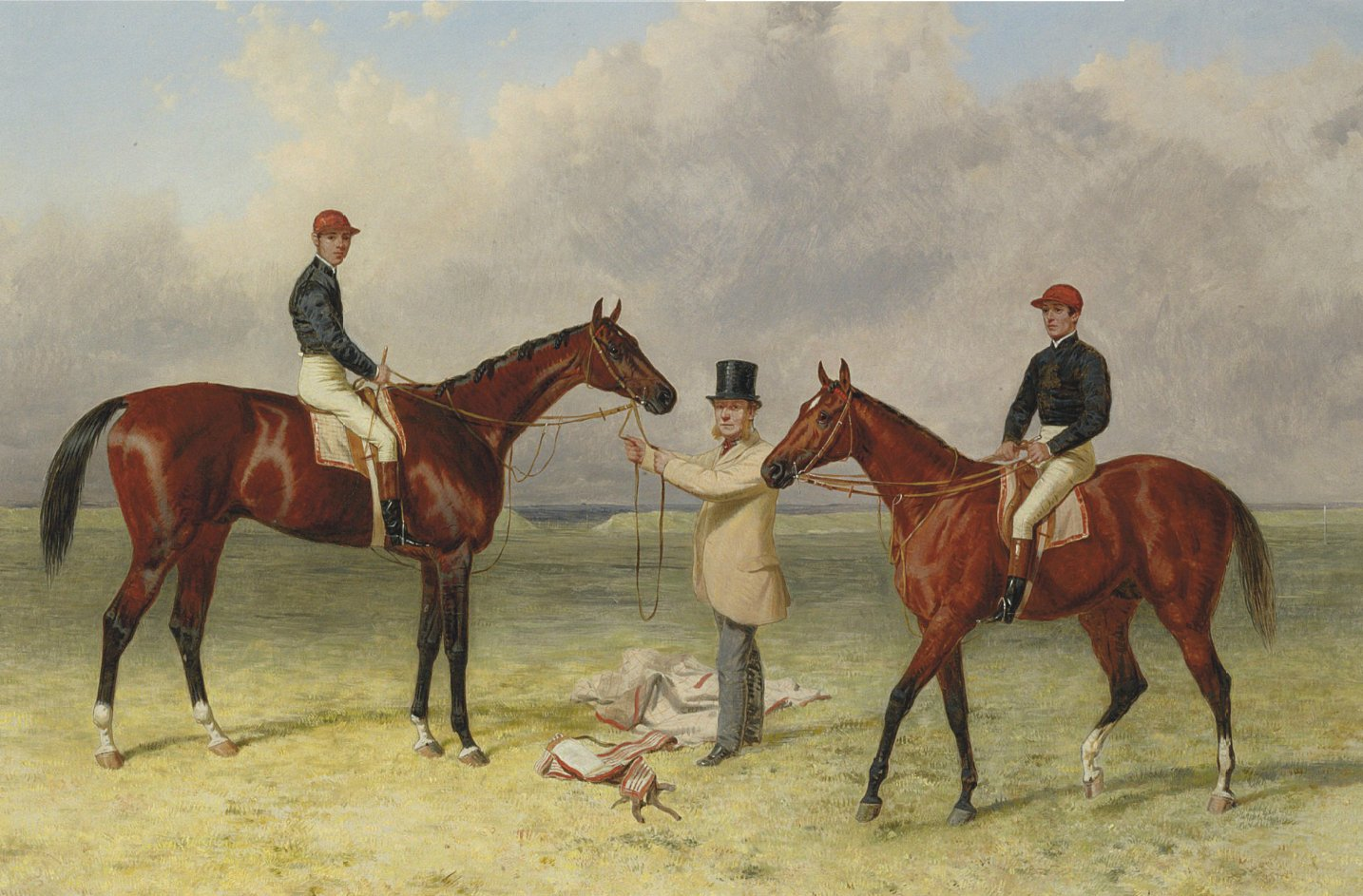
1867年のロードリヨン（左）と、共同所有者のリチャード・サットン。右はクイーンズヴァーズの勝ち馬である5歳牡馬のエランド。

1866年から1867年の冬、ロードリヨンはダービーステークスの有力候補とされていたが、一部の識者は本馬のスタミナを疑っていた。他の有力候補の中には、かつての同厩馬であるラスティックがいた。 
3歳初戦は2000ギニーステークスで、約1.57倍（4/7）で15頭中1番人気となった。負傷したカスタンスの代わりに騎乗したR・トーマスの手綱で、モナークオブグレンを破って勝利した。
25頭立てのダービーステークスでは再び1番人気となったが、不正な発走によりスタートが30分遅延した。ロードリヨンは先行集団の後ろでレースを進め、最後の直線で先頭に立ったリダンをかわした。ここで後にセイヴァーネイクと命名される無名馬にかわされたが、最後の1完歩ではこれを捉え、2着に入った無名馬にアタマ差、3着ラスティックに3馬身差をつけて勝利した。ロイヤルアスコット開催で出走したプリンスオブウェールズステークスでは129ポンドの斤量を背負い、125ポンドの斤量で出走したラスティックの2着となった。 
9月のセントレジャーステークスではセイヴァーネイクをアタマ差で下して勝利した。このレースは長年見られた中で最もエキサイティングなレースの1つといわれた。当時はそのような言及はなされなかったが、現代基準において「三冠」とされるレースを全て勝利したこととなった。セントレジャーステークスの翌日、彼はドンカスターカップ（2.5マイル）においてラマの2着となった。10月にニューマーケット競馬場でセレクトステークスとグランドデュークマイケルステークスを勝利し、オールエイジドステークスでは2歳牡馬のフリポニアの2着となった。ニューマーケット競馬場では他にラスティックとのマッチレースも行われ、ロードリヨンが20馬身差で勝利して1000ポンドの賞金を得た。 

### 4歳時（1867年）
3月にノーサンプトンで開催されたトライアルステークスでは、「これ以上ない簡単さで」モールジーを破って勝利し、120ポンドを獲得した。4月にはニューマーケット競馬場でクレイヴンステークスを勝利し、100ポンドのプレートレースを2勝した。アスコット競馬場で出走した賞金590ポンドのバイエニアルステークスでは140ポンドの斤量ながらワイルドムーアを12馬身差で破って勝利した。ストックブリッジ競馬場のストックブリッジカップでも勝利した。
最後の出走はリンカーン競馬場のクイーンズプレートで、ラマにアタマ差で敗れた。ロードリヨンは1868年に引退して種牡馬入りし、サットンとの共同所有契約は満了し、ピアソンの単独所有に戻った。

## 種牡馬成績
ロードリヨンは多くの牧場を渡り歩き、『Baily's Magazine』では「転がる石」と形容された。
1868年に競走馬を引退すると、ロードリヨンはピアソンの種牡馬となった。初めはダーリントンのニーシャムホールスタッドファームにおいて30ギニーの種付け料で供用され、初年度は45頭の牝馬を集めた。1871年から1874年にかけてはハンプシャー州ウィットチャーチのハーストボーンパークで供用され、1871年から1873年は30ギニー、1874年は50ギニーの種付け料であった。1875年にはロンドンのシェパーズゲートで26ギニーで供用された。
1876年、第5代ローズベリー伯爵とクレア・ヴァイナーに4500ポンドで売却され、ローズベリー伯爵が所有するバッキンガムシャーのクラフトンスタッドに移動した。当初は50ギニーの種付け料で供用されていたが、1879年に30ギニーに減額された。
脚が短いなどの馬体の構造の悪さに起因する慢性的な脚部不安により、種牡馬としてのロードリヨンは大きな成功を挙げることができなかった。1880年代初頭、関係者は一旦は安楽死させることを決定したが、ジョン・ウィンタリンガムにより、安楽死は免れた。 ウィンタリンガムは1881年頃にロードリヨンをノースヨークシャーに移した。ミンティングが競走馬として成功を収めた後、1885年にウィンタリンガムの種牡馬として宣伝され、21ギニーの種付け料で限定的に供用された。1887年4月12日に24歳で安楽死措置となった。

### 主な産駒
| 生産年 | 名前    | 性別 | 主な勝ち鞍                   |
| ------ | ------- | ---- | ---------------------------- |
| 1874   | Placida | 牝   | オークスステークス（1877年） |
| 1883   | Minting | 牡   | パリ大賞典（1886年）         |

## 血統
| ロードリヨンの血統               | ロードリヨンの血統                     | ロードリヨンの血統       | （血統表の出典）         | （血統表の出典） |
| 父系                             | エクリプス系                           | エクリプス系             | エクリプス系             | [ § 2 ]          |
| 父 Stockwell イギリス 栗毛 1849  | 父の父The Baron アイルランド 栗毛 1842 | Birdcatcher              | Sir Hercules             | Sir Hercules     |
| 父 Stockwell イギリス 栗毛 1849  | 父の父The Baron アイルランド 栗毛 1842 | Birdcatcher              | Guiccioli                |                  |
| 父 Stockwell イギリス 栗毛 1849  | 父の父The Baron アイルランド 栗毛 1842 | Echidna                  | Economist                | Economist        |
| 父 Stockwell イギリス 栗毛 1849  | 父の父The Baron アイルランド 栗毛 1842 | Echidna                  | Miss Pratt               |                  |
| 父 Stockwell イギリス 栗毛 1849  | 父の母Pocahontas イギリス 鹿毛 1837    | Glencoe                  | Sultan                   | Sultan           |
| 父 Stockwell イギリス 栗毛 1849  | 父の母Pocahontas イギリス 鹿毛 1837    | Glencoe                  | Trampoline               |                  |
| 父 Stockwell イギリス 栗毛 1849  | 父の母Pocahontas イギリス 鹿毛 1837    | Marpessa                 | Muley                    | Muley            |
| 父 Stockwell イギリス 栗毛 1849  | 父の母Pocahontas イギリス 鹿毛 1837    | Marpessa                 | Clare                    |                  |
| 母 Paradigm イギリス 黒鹿毛 1852 | 母の父Paragone イギリス 鹿毛 1843      | Touchstone               | Camel                    | Camel            |
| 母 Paradigm イギリス 黒鹿毛 1852 | 母の父Paragone イギリス 鹿毛 1843      | Touchstone               | Banter                   |                  |
| 母 Paradigm イギリス 黒鹿毛 1852 | 母の父Paragone イギリス 鹿毛 1843      | Hoyden                   | Tomboy                   | Tomboy           |
| 母 Paradigm イギリス 黒鹿毛 1852 | 母の父Paragone イギリス 鹿毛 1843      | Hoyden                   | Rocbana                  |                  |
| 母 Paradigm イギリス 黒鹿毛 1852 | 母の母Ellen Horne イギリス 黒鹿毛 1844 | Redshank                 | Sandbeck                 | Sandbeck         |
| 母 Paradigm イギリス 黒鹿毛 1852 | 母の母Ellen Horne イギリス 黒鹿毛 1844 | Redshank                 | Johanna                  |                  |
| 母 Paradigm イギリス 黒鹿毛 1852 | 母の母Ellen Horne イギリス 黒鹿毛 1844 | Delhi                    | Plenipotentiary          | Plenipotentiary  |
| 母 Paradigm イギリス 黒鹿毛 1852 | 母の母Ellen Horne イギリス 黒鹿毛 1844 | Delhi                    | Pawn Junior              |                  |
| 母系(F-No.)                      | (FN:1-j)                               | (FN:1-j)                 | (FN:1-j)                 | [ § 3 ]          |
| 5代内の近親交配                  | Whalebone 5×5、Selim 5×5               | Whalebone 5×5、Selim 5×5 | Whalebone 5×5、Selim 5×5 | [ § 4 ]          |
| 出典                             | 1. 2. 3. 4.                            | 1. 2. 3. 4.              | 1. 2. 3. 4.              | 1. 2. 3. 4.      |